# Peter-und-Paul-Kathedrale (Sankt Petersburg)
Die Peter-und-Paul-Kathedrale (russisch Петропавловский собор, offiziell собор Святых апостолов Петра и Павла „Kathedrale der heiligen Apostel Peter und Paul“) ist eine orthodoxe Kirche in der Peter-und-Paul-Festung in der russischen Stadt Sankt Petersburg. Der barocke Sakralbau wurde 1712 bis 1733 im Auftrag von Peter dem Großen nach Entwurf von Domenico Trezzini errichtet. Die ehemalige Hauptkathedrale des Russischen Reiches diente als Grabkirche des Hauses Romanow und ist seit 1924 ein staatliches Museum. Der 122,5 m hohe Turm war bis 2012 das höchste Gebäude Sankt Petersburgs und bis 1952 das höchste Russlands.

## Geschichte und Ausstattung

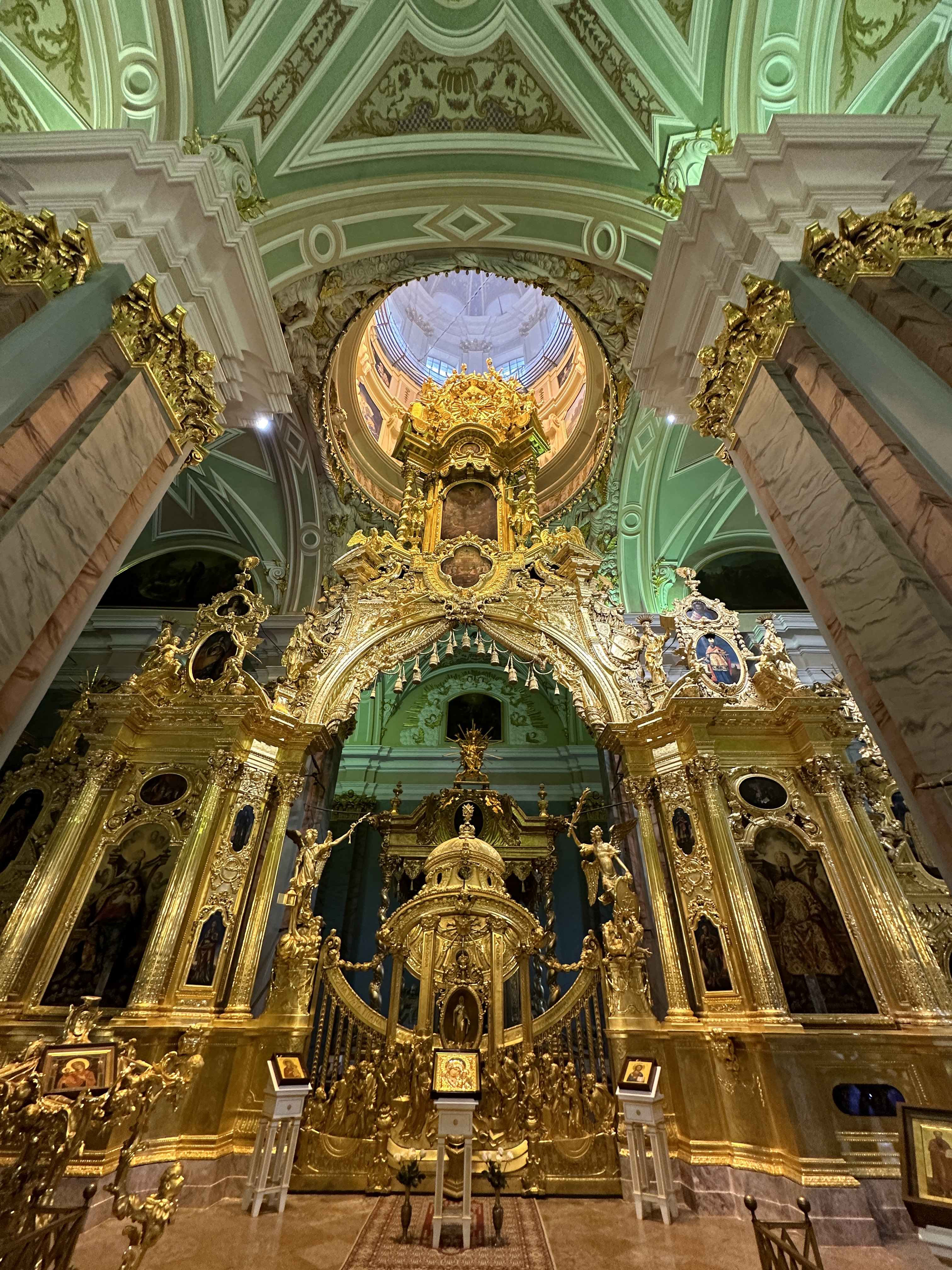
Innenraum

1703 ließ Peter der Große in der Peter-und-Paul-Festung eine provisorische Holzkirche errichten, die zunächst nur für militärische Zwecke diente. Für einen imposanten Nachfolgebau aus Stein der zur Hauptkathedrale des Reiches und Grablege des Zarenhauses bestimmt wurde, beauftragte er den Schweizer Architekten Domenico Trezzini. Mit den Bauarbeiten wurde 1712 begonnen. Das Kirchenschiff folgt dem für russische Großkirchen eher ungewöhnlichen Typ der Hallenkirche. Als der Kaiser am 28. Januar 1725 starb, standen lediglich die Grundmauern und der Turm. Die Fertigstellung der Kathedrale erfolgte 1733 nach 21 Jahren Bauzeit. Sein 122,5 Meter hoher Turm mit einer Windfahne in Form eines Engels, der sich um den Schaft eines 6,4 Meter hohen Kreuzes auf der vergoldeten Spitze dreht, blieb, wie von Peter dem Großen angeordnet, das höchste Gebäude der Stadt – bis zur Errichtung des städtischen Fernsehturms im Jahr 1962. Vor der Kathedrale befindet sich der Friedhof der Kommandanten der Peter-und-Paul-Festung, eine der ältesten erhaltenen Friedhofsanlagen Russlands, in der – sehr ungewöhnlich für die Zeit – sowohl Protestanten als auch russisch-orthodoxe Christen liegen.
Der ursprünglich hölzerne Turmhelm wurde nach einem Blitzschlag 1756 neu errichtet und bekam dabei nach Entwürfen des Holländers Harman van Boles schwere und massige Obergeschosse. Auch die beiden Portikus sind eine Hinzufügung des späteren 18. Jahrhunderts. 1773 baute man die Kapelle der Hl. Katharina an. Die Turmspitze wurde 1858 nach dem Vorbild der spitzen Nadel des auf dem anderen Newa-Ufer gelegenen Admiralitätsturms in Metall erneuert und mit vergoldeten Kupferplatten bekleidet. Berühmt wurde die Geschichte des Dachdeckers Pjotr Teluschkin, der den im Jahr 1830 durch einen Blitzschlag beschädigten Turmhelm mit einer Strickleiter erklomm und den Engel und das Kreuz in sechswöchiger Arbeit wieder aufrichtete. Die Kathedrale wurde 1919 von den Bolschewiken geschlossen und 1924 in ein Museum umgewandelt. Seit 2000 finden wieder Gottesdienste statt. Zum 300. Jubiläum 2012 wurde die Kathedrale umfassend restauriert.
Der Innenraum ist mit Kopien von Trophäen aus dem Nordischen Krieg und Wandmalereien geschmückt. Die Ikonostase, nicht mehr wie in der altrussischen Kunst eine gemalte Bilderwand, sondern als plastisch angereichertes, barockes Architekturelement aus Triumphbogenmotiven gestaltet, bezieht sich damit auf die Siege im Nordischen Krieg, die den Eintritt Zar Peters I. in den Kreis der europäischen Großmächte begründeten. Auch die Kanzel ist ungewöhnlich für eine russisch-orthodoxe Kirche. Angeblich wurde sie nur einmal benutzt – um Leo Tolstoi 1902 nach der Veröffentlichung seines orthodoxiekritischen Romans Auferstehung zu exkommunizieren.

## Grabstätte des Hauses Romanow

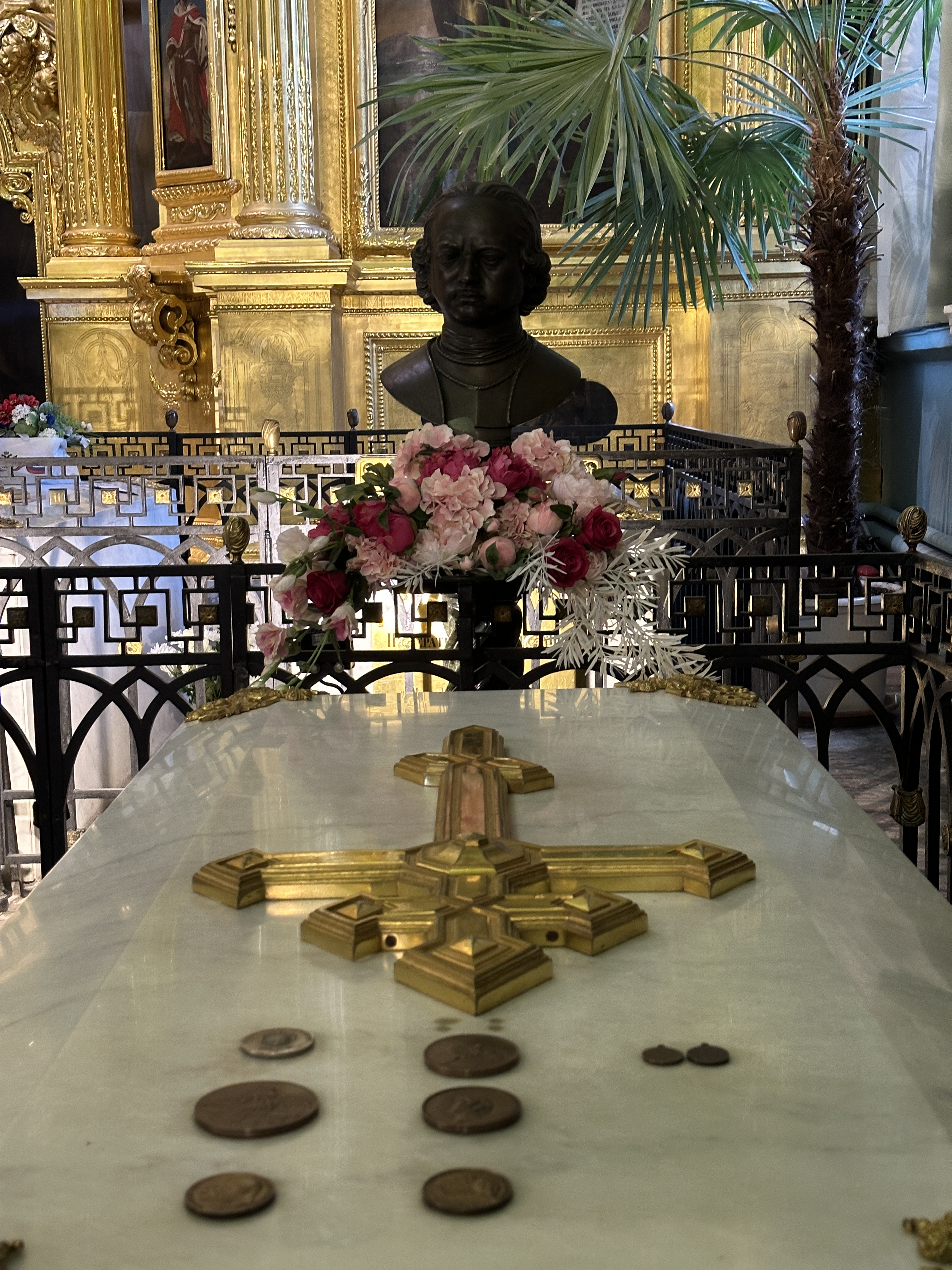
Sarkophag Peters des Großen

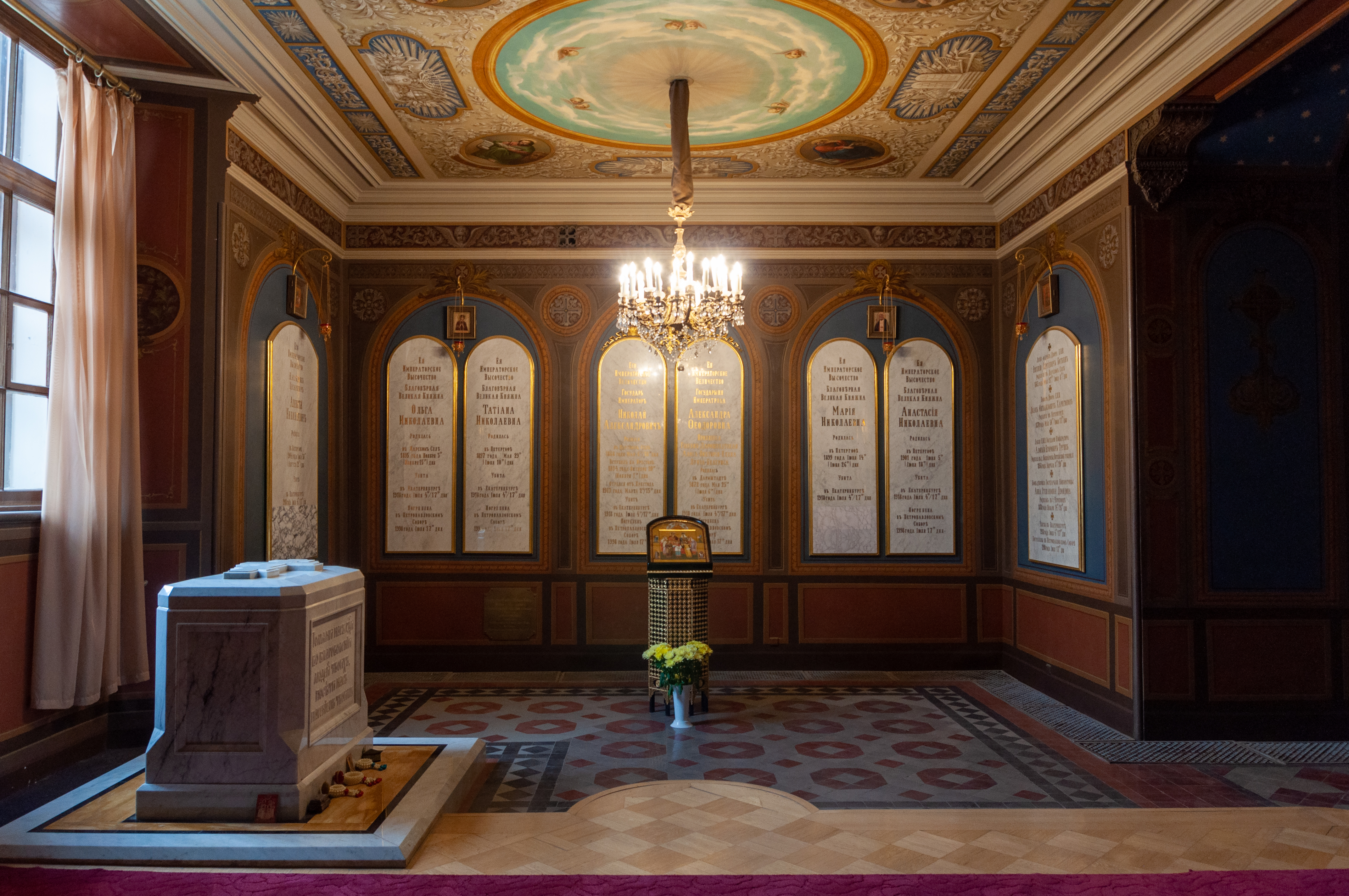
Sarkophag Nikolaus’ II.

In Seitenkapellen der Peter-und-Paul-Kathedrale sowie in der 1896 bis 1908 im Nordosten an die Kathedrale angebauten Grabkapelle befinden sich die Gräber der Zarenfamilie. Vorn rechts befindet sich der Sarkophag Peters des Großen mit einer Büste des Herrschers. Die Särge wurden aus weißem Marmor gestaltet, einzig Alexander II. und seine Frau bekamen Särge aus grünem beziehungsweise rotem Marmor, da man sie für die Befreiung der Leibeigenen in ihrer Regierungszeit besonders würdigen wollte. Auch heute dient sie – nach mehreren Rechtsstreitigkeiten – wieder als Begräbnisstätte der Familie Romanow. Seit 1998 befinden sich hier auch die Gräber von Nikolaus II. und der letzten Zarenfamilie. Folgende Mitglieder der russischen Zarenfamilie sind in der Kathedrale beigesetzt:
1. Katharina Petrowna (1706–1708) – (Tochter von Peter I.)
2. Marfa Matwejewna Apraxina, Zarin von Russland (1664 – 11. Januar 1716) – (Gemahlin von Zar Fjodor III.)
3. Großfürstin Natalia Petrowna (20. März 1713 – 27. Mai 1715) – (Tochter von Kaiser Peter I.)
4. Großfürstin Margarita Petrowna (19. September 1714 – 7. Juni 1715) – (Tochter von Kaiser Peter I.)
5. Charlotte Christine Sophia von Braunschweig-Wolfenbüttel (28. August 1694 – 2. November 1715) – (Gemahlin von Großfürst Alexej Petrowitsch)
6. Großfürst Pawel Petrowitsch (13. Januar 1717 – 14. Januar 1717) – (Sohn von Kaiser Peter I.)
7. Großfürst Alexej Petrowitsch (28. Februar 1690 – 7. Juli 1718) – (Sohn von Kaiser Peter I.)
8. Großfürstin Maria Alexejewna (18. Januar 1660 – 20. März 1723) – (Tochter von Zar Alexej I.)
9. Kaiser Peter I. der Große (9. Juni 1672 – 8. Februar 1725)
10. Großfürstin Natalia Petrowna (31. August 1718 – 5. März 1725) – (Tochter von Kaiser Peter I.)
11. Kaiserin Katharina I. (15. April 1684 – 17. Mai 1727)
12. Großfürstin Anna Petrowna (6. Februar 1708 – 15. März 1728) – (Tochter von Kaiser Peter I.)
13. Kaiserin Anna (7. Februar 1693 – 28. Oktober 1740)
14. Kaiserin Elisabeth (29. Dezember 1709 – 5. Januar 1762)
15. Kaiser Peter III. (21. Februar 1728 – 17. Juli 1762)
16. Kaiserin Katharina II. die Große (2. Mai 1729 – 17. November 1796)
17. Kaiser Paul I. (1. Oktober 1754 – 23. März 1801)
18. Kaiser Alexander I. (23. Dezember 1777 – 1. Dezember 1825)
19. Elisabeth Alexejewna, Kaiserin von Russland (24. Januar 1779 – 16. Mai 1826) – (Gemahlin von Kaiser Alexander I.)
20. Sophie Dorothee von Württemberg, Kaiserin von Russland (25. Oktober 1759 – 5. November 1828) – (Gemahlin von Kaiser Paul I.)
21. Großfürst Konstantin Pawlowitsch (8. Mai 1779 – 27. Juni 1831) – (Sohn von Kaiser Paul I.)
22. Großfürstin Alexandra Michailowna (28. Januar 1831 – 27. März 1832) – (Tochter von Großfürst Michael Pawlowitsch)
23. Großfürstin Anna Michailowna (27. Oktober 1834 – 22. März 1836) – (Tochter von Großfürst Michael Pawlowitsch)
24. Großfürstin Alexandra Nikolajewna (24. Juni 1825 – 10. August 1844) – (Tochter von Kaiser Nikolaus I.)
25. Großfürstin Maria Michailowna (9. März 1825 – 19. November 1846) – (Tochter von Großfürst Michael Pawlowitsch)
26. Großfürstin Alexandra Alexandrowna (30. August 1842 – 28. Juni 1849) – (Tochter von Kaiser Alexander II.)
27. Großfürst Michael Pawlowitsch (8. Februar 1798 – 9. September 1849) – (Sohn von Kaiser Paul I.)
28. Kaiser Nikolaus I. (6. Juli 1796 – 2. März 1855)
29. Charlotte von Preußen, Zarin von Russland (13. Juli 1798 – 1. November 1860) – (Gemahlin von Kaiser Nikolaus I.)
30. Großfürst Nikolaj Alexandrowitsch (20. September 1843 – 24. April 1865) – (Sohn von Kaiser Alexander II.)
31. Großfürst Alexander Alexandrowitsch (7. Juni 1869 – 2. Mai 1870) – (Sohn von Kaiser Alexander III.)
32. Charlotte von Württemberg (9. Januar 1807 – 21. Januar 1873) – (Gemahlin von Großfürst Michael Pawlowitsch)
33. Großfürstin Maria Nikolajewna (18. August 1819 – 21. Februar 1876) – (Tochter von Kaiser Nikolaus I.)
34. Marie von Hessen-Darmstadt (8. August 1824 – 3. Juni 1880), Zarin von Russland – (Gemahlin von Kaiser Alexander II.)
35. Kaiser Alexander II. (29. April 1818 – 13. März 1881)
36. Cäcilie von Baden (20. September 1839 – 12. April 1891) – (Gemahlin von Großfürst Michael Nikolajewitsch)
37. Großfürst Nikolaj Nikolajewitsch (8. August 1831 – 25. April 1891) – (Sohn von Kaiser Nikolaus I.)
38. Großfürstin Alexandra Georgijewna (30. August 1870 – 24. September 1891) – (Gemahlin von Großfürst Pawel Alexandrowitsch)
39. Großfürst Konstantin Nikolajewitsch (21. September 1827 – 25. Januar 1892) – (Sohn von Kaiser Nikolaus I.)
40. Großfürstin Katharina Michailowna (28. August 1827 – 12. Mai 1894) – (Tochter von Großfürst Michael Pawlowitsch)
41. Kaiser Alexander III. (10. März 1845 – 1. November 1894)
42. Großfürst Alexis Michailowitsch (28. Dezember 1875 – 2. März 1895) – (Sohn von Großfürst Michael Nikolajewitsch)
43. Großfürst Georg Alexandrowitsch (9. Mai 1871 – 10. Juli 1899) – (Sohn von Kaiser Alexander III.)
44. Großfürst Wladimir Alexandrowitsch (22. April 1847 – 17. Februar 1909) – (Sohn von Kaiser Alexander II.)
45. Großfürst Michael Nikolajewitsch (25. Oktober 1832 – 18. Dezember 1909) – (Sohn von Kaiser Nikolaus I.)
46. Alexandra von Sachsen-Altenburg (8. Juli 1830 – 6. Juli 1911) – (Gemahlin von Großfürst Konstantin Nikolajewitsch)
47. Kaiser Nikolaus II. (18. Mai 1868 – 17. Juli 1918) – am 17. Juli 1998 bestattet
48. Alexandra von Hessen-Darmstadt (6. Juni 1872 – 17. Juli 1918) – (Gemahlin von Kaiser Nikolaus II.) am 17. Juli 1998 bestattet
49. Großfürstin Olga Nikolajewna (15. November 1895 – 17. Juli 1918) – Tochter von Kaiser Nikolaus II., am 17. Juli 1998 bestattet
50. Großfürstin Tatjana Nikolajewna (10. Juni 1897 – 17. Juli 1918) – Tochter von Kaiser Nikolaus II., am 17. Juli 1998 bestattet
51. Großfürstin Anastasia Nikolajewna (18. Juni 1901 – 17. Juli 1918) – Tochter von Kaiser Nikolaus II., am 17. Juli 1998 bestattet
52. Großfürst Pawel Alexandrowitsch (3. Oktober 1860 – 30. Januar 1919) – (Sohn von Zar Alexander II.)
53. Dagmar von Dänemark, Kaiserin von Russland (26. November 1847 – 13. Oktober 1928) – (Gemahlin von Kaiser Alexander III.) Sie wurde ursprünglich im Dom von Roskilde bestattet und am 28. September 2006 nach St. Petersburg überführt.
54. Victoria Melita von Sachsen-Coburg und Gotha (25. November 1876 – 2. März 1936) – (Gemahlin von Großfürst Kyrill Wladimirowitsch) Sie wurde ursprünglich in Coburg bestattet und am 7. März 1995 nach St. Petersburg überführt.
55. Großfürst Kyrill Wladimirowitsch (12. Oktober 1876 – 12. Oktober 1938) – (Sohn von Großfürst Wladimir Alexandrowitsch) Er wurde ursprünglich in Coburg bestattet und am 7. März 1995 nach St. Petersburg überführt.
56. Großfürst Wladimir Kirillowitsch Romanow (30. August 1917 – 21. April 1992) – (Sohn von Großfürst Kyrill Wladimirowitsch)

## Geläut
Der Glockenturm beherbergt insgesamt 140 Glocken. Die schwerste Glocke hat ein Gewicht von 3.075 kg und die leichteste ein Gewicht von 10 kg. Der Tonumfang beträgt vier Oktaven. Im Turm wurde 1720 das erste Glockenspiel Russlands installiert. Die 35 Glocken lieferte möglicherweise der Amsterdamer Glockengießer Jan Albert de Grave. Die Kosten betrugen 45.000 Rubel. Das ursprüngliche Carillon wurde 1756 nach einem Blitzeinschlag zerstört. Das heutige umfasst 51 Glocken mit einem Gesamtgewicht von 15.160 kg. Es war ein Geschenk der belgischen Regierung zum 300. Jahrestag der Gründung von Sankt Petersburg 2003.